# كليو أ. أودونيل
كليو أ. أودونيل (بالإنجليزية: Cleo Albert O'Donnell)‏ هو لاعب كرة قاعدة أمريكي، ولد في 10 ديسمبر 1883، وتوفي في 15 فبراير 1953 في ساوثبريدج في الولايات المتحدة.